# Mariaans voetbalelftal (vrouwen)
Het Mariaans vrouwenvoetbalelftal is een voetbalteam dat de Noordelijke Marianen vertegenwoordigt in internationale wedstrijden, zoals het Aziatisch kampioenschap. Het is geen volwaardig lid van de AFC, maar enkel een geassocieerd lid.
De ploeg van de Noordelijke Marianen speelde in 2007 zijn eerste wedstrijd. In en tegen Guam werd met 7-0 verloren. Het land heeft zich nog nooit voor een internationaal toernooi gekwalificeerd; het komt pas sinds 2022 in aanmerking voor kwalificatie voor het Aziatisch kampioenschap.

## Prestaties op eindronden

### Wereldkampioenschap
| Jaar   | Resultaat        | Wed              | W                | G                | V                | DV               | DT               |
| ------ | ---------------- | ---------------- | ---------------- | ---------------- | ---------------- | ---------------- | ---------------- |
| 1991   | Niet deelgenomen | Niet deelgenomen | Niet deelgenomen | Niet deelgenomen | Niet deelgenomen | Niet deelgenomen | Niet deelgenomen |
| 1995   | Niet deelgenomen | Niet deelgenomen | Niet deelgenomen | Niet deelgenomen | Niet deelgenomen | Niet deelgenomen | Niet deelgenomen |
| 1999   | Niet deelgenomen | Niet deelgenomen | Niet deelgenomen | Niet deelgenomen | Niet deelgenomen | Niet deelgenomen | Niet deelgenomen |
| 2003   | Niet deelgenomen | Niet deelgenomen | Niet deelgenomen | Niet deelgenomen | Niet deelgenomen | Niet deelgenomen | Niet deelgenomen |
| 2007   | Niet deelgenomen | Niet deelgenomen | Niet deelgenomen | Niet deelgenomen | Niet deelgenomen | Niet deelgenomen | Niet deelgenomen |
| 2011   | Niet deelgenomen | Niet deelgenomen | Niet deelgenomen | Niet deelgenomen | Niet deelgenomen | Niet deelgenomen | Niet deelgenomen |
| 2015   | Niet deelgenomen | Niet deelgenomen | Niet deelgenomen | Niet deelgenomen | Niet deelgenomen | Niet deelgenomen | Niet deelgenomen |
| 2019   | Niet deelgenomen | Niet deelgenomen | Niet deelgenomen | Niet deelgenomen | Niet deelgenomen | Niet deelgenomen | Niet deelgenomen |
| 2023   | Niet deelgenomen | Niet deelgenomen | Niet deelgenomen | Niet deelgenomen | Niet deelgenomen | Niet deelgenomen | Niet deelgenomen |
| Totaal | 0/9              | 0                | 0                | 0                | 0                | 0                | 0                |

### Olympische Spelen
| Jaar   | Resultaat        | Wed              | W                | G                | V                | DV               | DT               |
| ------ | ---------------- | ---------------- | ---------------- | ---------------- | ---------------- | ---------------- | ---------------- |
| 1996   | Niet deelgenomen | Niet deelgenomen | Niet deelgenomen | Niet deelgenomen | Niet deelgenomen | Niet deelgenomen | Niet deelgenomen |
| 2000   | Niet deelgenomen | Niet deelgenomen | Niet deelgenomen | Niet deelgenomen | Niet deelgenomen | Niet deelgenomen | Niet deelgenomen |
| 2004   | Niet deelgenomen | Niet deelgenomen | Niet deelgenomen | Niet deelgenomen | Niet deelgenomen | Niet deelgenomen | Niet deelgenomen |
| 2008   | Niet deelgenomen | Niet deelgenomen | Niet deelgenomen | Niet deelgenomen | Niet deelgenomen | Niet deelgenomen | Niet deelgenomen |
| 2012   | Niet deelgenomen | Niet deelgenomen | Niet deelgenomen | Niet deelgenomen | Niet deelgenomen | Niet deelgenomen | Niet deelgenomen |
| 2016   | Niet deelgenomen | Niet deelgenomen | Niet deelgenomen | Niet deelgenomen | Niet deelgenomen | Niet deelgenomen | Niet deelgenomen |
| 2020   | Niet deelgenomen | Niet deelgenomen | Niet deelgenomen | Niet deelgenomen | Niet deelgenomen | Niet deelgenomen | Niet deelgenomen |
| 2024   | Niet deelgenomen | Niet deelgenomen | Niet deelgenomen | Niet deelgenomen | Niet deelgenomen | Niet deelgenomen | Niet deelgenomen |
| Totaal | 0/8              | 0                | 0                | 0                | 0                | 0                | 0                |

### Aziatisch kampioenschap
| Jaar   | Resultaat        | Wed              | W                | G                | V                | DV               | DT               |
| ------ | ---------------- | ---------------- | ---------------- | ---------------- | ---------------- | ---------------- | ---------------- |
| 1975   | Niet deelgenomen | Niet deelgenomen | Niet deelgenomen | Niet deelgenomen | Niet deelgenomen | Niet deelgenomen | Niet deelgenomen |
| 1977   | Niet deelgenomen | Niet deelgenomen | Niet deelgenomen | Niet deelgenomen | Niet deelgenomen | Niet deelgenomen | Niet deelgenomen |
| 1979   | Niet deelgenomen | Niet deelgenomen | Niet deelgenomen | Niet deelgenomen | Niet deelgenomen | Niet deelgenomen | Niet deelgenomen |
| 1981   | Niet deelgenomen | Niet deelgenomen | Niet deelgenomen | Niet deelgenomen | Niet deelgenomen | Niet deelgenomen | Niet deelgenomen |
| 1983   | Niet deelgenomen | Niet deelgenomen | Niet deelgenomen | Niet deelgenomen | Niet deelgenomen | Niet deelgenomen | Niet deelgenomen |
| 1986   | Niet deelgenomen | Niet deelgenomen | Niet deelgenomen | Niet deelgenomen | Niet deelgenomen | Niet deelgenomen | Niet deelgenomen |
| 1989   | Niet deelgenomen | Niet deelgenomen | Niet deelgenomen | Niet deelgenomen | Niet deelgenomen | Niet deelgenomen | Niet deelgenomen |
| 1991   | Niet deelgenomen | Niet deelgenomen | Niet deelgenomen | Niet deelgenomen | Niet deelgenomen | Niet deelgenomen | Niet deelgenomen |
| 1993   | Niet deelgenomen | Niet deelgenomen | Niet deelgenomen | Niet deelgenomen | Niet deelgenomen | Niet deelgenomen | Niet deelgenomen |
| 1995   | Niet deelgenomen | Niet deelgenomen | Niet deelgenomen | Niet deelgenomen | Niet deelgenomen | Niet deelgenomen | Niet deelgenomen |
| 1997   | Niet deelgenomen | Niet deelgenomen | Niet deelgenomen | Niet deelgenomen | Niet deelgenomen | Niet deelgenomen | Niet deelgenomen |
| 1999   | Niet deelgenomen | Niet deelgenomen | Niet deelgenomen | Niet deelgenomen | Niet deelgenomen | Niet deelgenomen | Niet deelgenomen |
| 2001   | Niet deelgenomen | Niet deelgenomen | Niet deelgenomen | Niet deelgenomen | Niet deelgenomen | Niet deelgenomen | Niet deelgenomen |
| 2003   | Niet deelgenomen | Niet deelgenomen | Niet deelgenomen | Niet deelgenomen | Niet deelgenomen | Niet deelgenomen | Niet deelgenomen |
| 2006   | Niet deelgenomen | Niet deelgenomen | Niet deelgenomen | Niet deelgenomen | Niet deelgenomen | Niet deelgenomen | Niet deelgenomen |
| 2008   | Niet deelgenomen | Niet deelgenomen | Niet deelgenomen | Niet deelgenomen | Niet deelgenomen | Niet deelgenomen | Niet deelgenomen |
| 2010   | Niet deelgenomen | Niet deelgenomen | Niet deelgenomen | Niet deelgenomen | Niet deelgenomen | Niet deelgenomen | Niet deelgenomen |
| 2014   | Niet deelgenomen | Niet deelgenomen | Niet deelgenomen | Niet deelgenomen | Niet deelgenomen | Niet deelgenomen | Niet deelgenomen |
| 2018   | Niet deelgenomen | Niet deelgenomen | Niet deelgenomen | Niet deelgenomen | Niet deelgenomen | Niet deelgenomen | Niet deelgenomen |
| 2022   | Niet deelgenomen | Niet deelgenomen | Niet deelgenomen | Niet deelgenomen | Niet deelgenomen | Niet deelgenomen | Niet deelgenomen |
| Totaal | 0/20             | 0                | 0                | 0                | 0                | 0                | 0                |

### Aziatische Spelen
| Jaar   | Resultaat        | Wed              | W                | G                | V                | DV               | DT               |
| ------ | ---------------- | ---------------- | ---------------- | ---------------- | ---------------- | ---------------- | ---------------- |
| 1990   | Niet deelgenomen | Niet deelgenomen | Niet deelgenomen | Niet deelgenomen | Niet deelgenomen | Niet deelgenomen | Niet deelgenomen |
| 1994   | Niet deelgenomen | Niet deelgenomen | Niet deelgenomen | Niet deelgenomen | Niet deelgenomen | Niet deelgenomen | Niet deelgenomen |
| 1998   | Niet deelgenomen | Niet deelgenomen | Niet deelgenomen | Niet deelgenomen | Niet deelgenomen | Niet deelgenomen | Niet deelgenomen |
| 2002   | Niet deelgenomen | Niet deelgenomen | Niet deelgenomen | Niet deelgenomen | Niet deelgenomen | Niet deelgenomen | Niet deelgenomen |
| 2006   | Niet deelgenomen | Niet deelgenomen | Niet deelgenomen | Niet deelgenomen | Niet deelgenomen | Niet deelgenomen | Niet deelgenomen |
| 2010   | Niet deelgenomen | Niet deelgenomen | Niet deelgenomen | Niet deelgenomen | Niet deelgenomen | Niet deelgenomen | Niet deelgenomen |
| 2014   | Niet deelgenomen | Niet deelgenomen | Niet deelgenomen | Niet deelgenomen | Niet deelgenomen | Niet deelgenomen | Niet deelgenomen |
| 2018   | Niet deelgenomen | Niet deelgenomen | Niet deelgenomen | Niet deelgenomen | Niet deelgenomen | Niet deelgenomen | Niet deelgenomen |
| Totaal | 0/8              | 0                | 0                | 0                | 0                | 0                | 0                |